# Lisa Ryzih
Lisa Ryzih (Omsk, Rusia, 27 de septiembre de 1988) es una atleta alemana de origen ruso, especialista en la prueba de salto con pértiga en la que llegó a ser subcampeona europea en 2016.

## Carrera deportiva
En el Campeonato Europeo de Atletismo de 2010 ganó la medalla de bronce en el salto con pértiga, con un salto por encima de 4.65 metros, siendo superada por la rusa Svetlana Feofanova (oro con 4.75 m) y su compatriota alemana Silke Spiegelburg (plata también con 4.65 m pero en menos intentos).
Seis años después, en el Campeonato Europeo de Atletismo de 2016 ganó la medalla de plata en la misma prueba, con un salto por encima de 4.70 metros, siendo superada por la griega Ekaterini Stefanidi que con 4.81 m batió el récord de los campeonatos, y por delante de la sueca Angelica Bengtsson (bronce).